# Сава Радулов
Сава (Стойно) Илиев Радулов е български писател и просветен деец. През 1884 г. става почетен член на Българското книжовно дружество (сега БАН).

## Биография
Роден е в Панагюрище през 1817 година. Завършва обрадованието си най-напред в Пазарджик и Панагюрище, а по-късно и в Хилендарския манастир. През периодите 1835 – 1840 и 1843 – 1846 години учи в гръцкото училище в Смирна. А от 1849 до 1853 г. завършва Ришельовския лицей в Одеса. В Хилендарския манастир е ръкоположен за дякон с името Сава.
Първоначално става учител в Панагюрище, впоследствие и в Болград (Бесарабия) от 1853 до 1858 г. Като директор на Болградската гимназия „Св. св. Кирил и Методий“ през 1859 г. въвежда българския език в обучението.
Сътрудник е на „Цариградски вестник“ (1853 г. и 1859 г.), в. „Право“ (1869 г.), в. „Напредък“ (1874 г.), в. „Български глас“ (1877 г.).
Съставя и превежда редица учебници от гръцки, руски и френски език. Негов труд е „Начална граматика за изучение на българский язик по начин практический“ (Болград, 1873 г.).

## Памет
На Сава Радулов е наречена улица в квартал „Сухата река“ в София (Карта).